# Victoire Laly

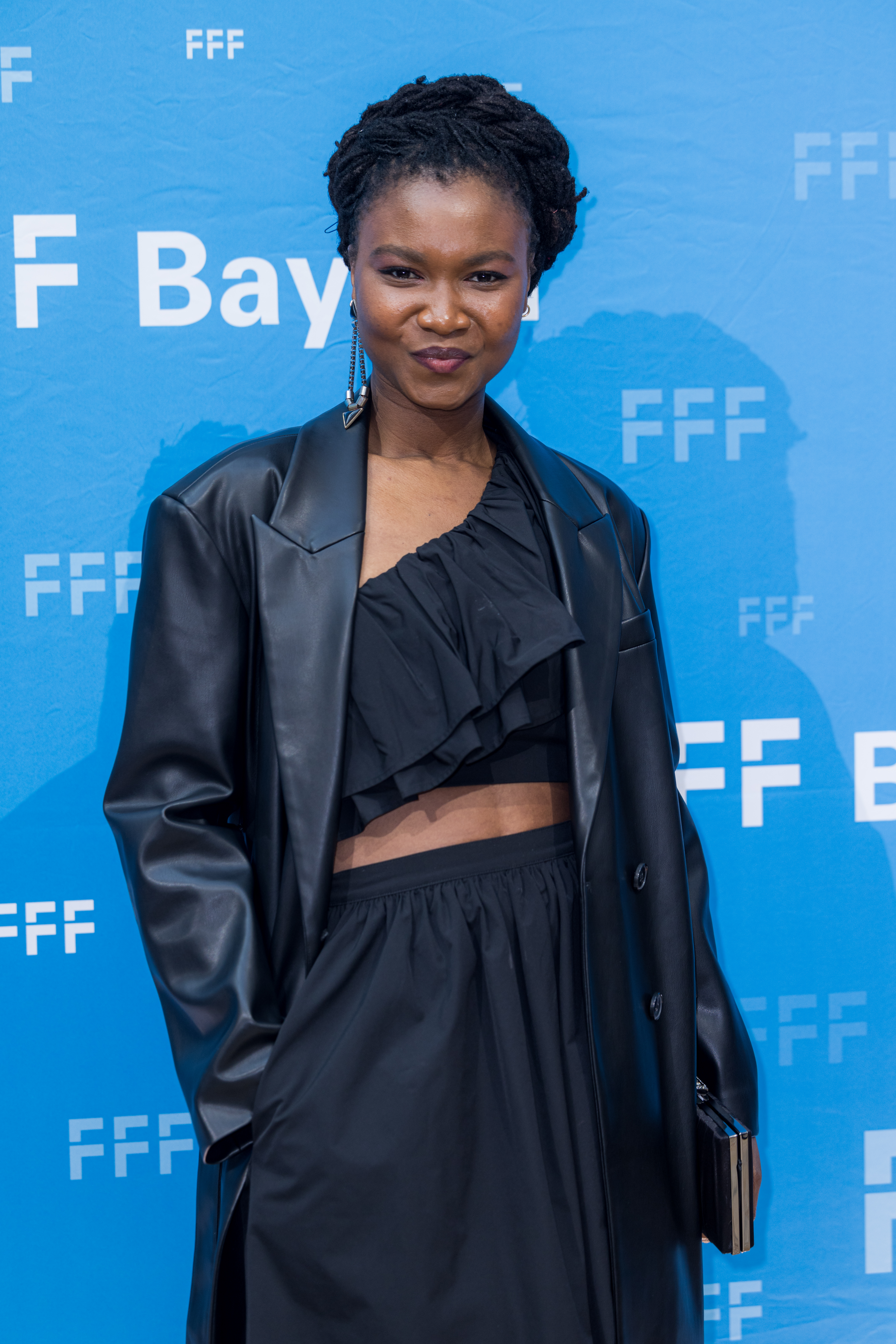
Victoire Laly (2024)

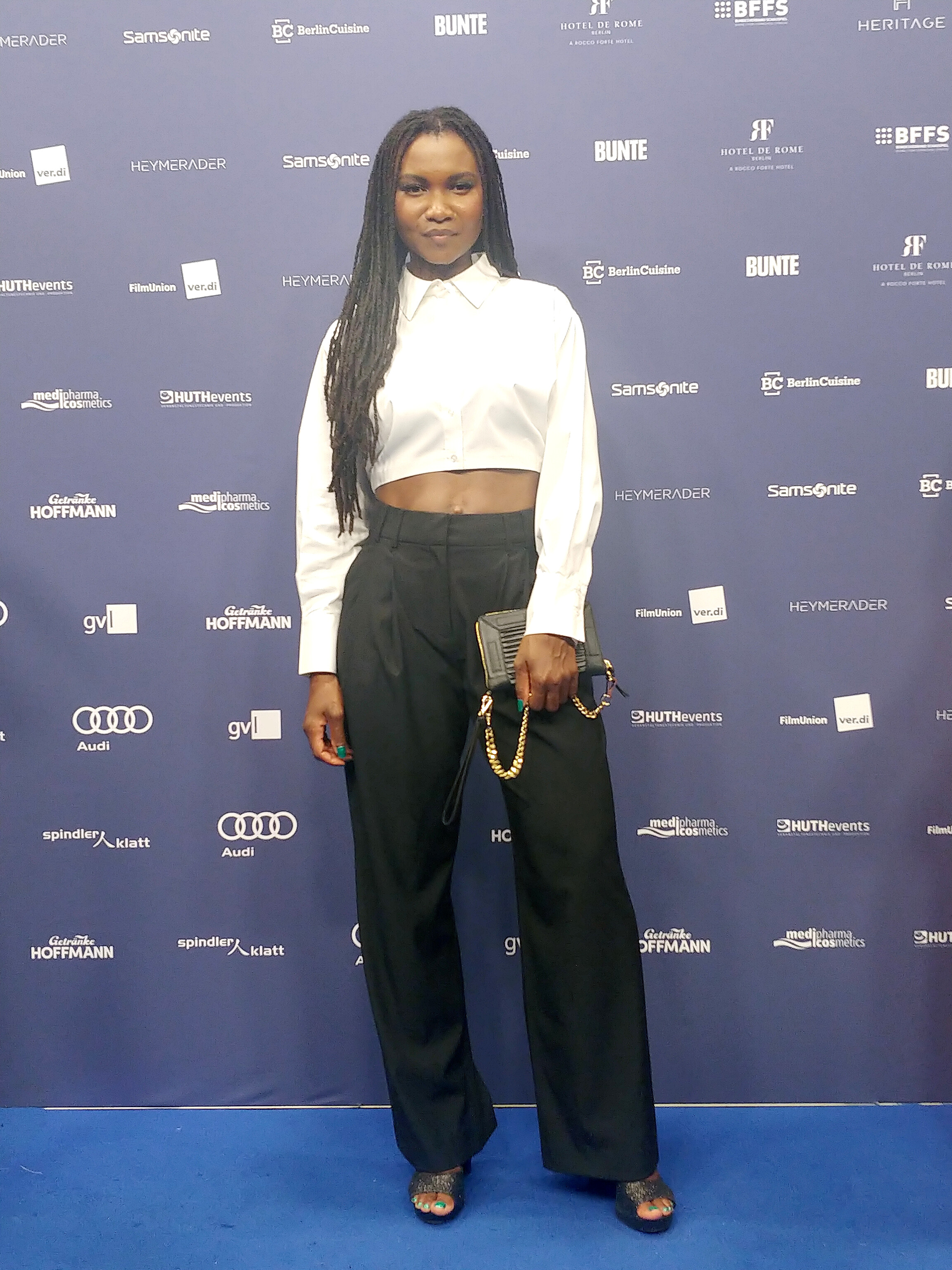
Victoire Laly beim Deutschen Schauspielpreis 2023

Victoire Laly (* 21. Juli 1991 in Cotonou, Benin) ist eine deutsch-beninische Schauspielerin und Sängerin.

## Leben
Laly war acht Jahre alt, als sie ihr afrikanisches Heimatland Benin verließ und mit ihrer Familie nach Berlin zog. Nach Auftritten in Produktionen wie der Tatort-Folge Kollaps (2015) und dem 2016 erschienenen Kinofilm Die Misandristinnen war sie  2022 im ARD-Film Flügel aus Beton zum ersten Mal in einer Hauptrolle zu sehen. Darin spielt sie die junge Lehrerin Gabrielle, die den Suizid einer Schülerin aufklären will und dabei selbst immer tiefer in den Bann einer gefährlichen Onlinechallenge gezogen wird.
Beim Festival de Télévision de Monte-Carlo 2022 wurde der Film mit dem Red Cross Award ausgezeichnet.
Laly wurde für ihre Rolle im Barcelona-Krimi für den Deutschen Schauspielpreis 2023 in der Kategorie „Starker Auftritt“ nominiert. 
Von November 2023 bis März 2024 stand sie für die Fortsetzung der preisgekrönten ARD-Fernsehserie "Die Toten von Marnow" unter der Regie von Andreas Herzog vor der Kamera. 
Neben der Schauspielerei ist Victoire Laly auch als Sängerin des Duos Kai & Victoire aktiv. Sie spricht muttersprachlich Französisch und Deutsch und lebt in Berlin.

## Filmografie (Auswahl)
- 2015: Tatort: Kollaps
- 2016: Die Misandristinnen
- 2016: Ein Fall von Liebe – So ist das Gesetz
- 2018: Phantomschmerz – Der Fall Finn Fischer
- 2019: Druck (Webserie)
- 2019: 9 Tage wach
- 2021: Der Barcelona-Krimi
- 2022: Flügel aus Beton
- 2022: Notruf Hafenkante (Fernsehserie, Folge Recht und Unrecht)
- 2023: Die Geschichte einer Familie
- 2023: Ostfrieslandkrimi-Ostfriesenwut
- 2023: Polizeiruf 110: Little Boxes
- 2023: Wir – Die Serie
- 2024: In aller Freundschaft – Die jungen Ärzte (Fernsehserie, Folge Kurswechsel)
- 2024: Finsteres Herz – Die Toten von Marnow 2 (Fernsehserie)

## Theater (Auswahl)
- 2017: Call me Queen (Ballhaus Naunynstrasse)
- 2009: Macbeth (Hans Otto Theater Potsdam)